# Друга влада Жељке Цвијановић
Друга влада Жељке Цвијановић је ступила на дужност 18. децембра 2014. године. Ово је била 15. по реду Влада Републике Српске.
Владу је изабрао Девети сазив Народне скупштине Републике Српске, са 44 гласа ЗА, и 37 ПРОТИВ. Скупштинску већину приликом избора Владе су чинили: Савез независних социјалдемократа, коалиција ДНС — НС — СРС, Социјалистичка партија, те два самостална посланика, Војин Митровић и Илија Стеванчевић.
За потпредсједнике Владе су, 3. фебруара 2015, изабрани Антон Касиповић и Сребренка Голић.

## Састав Владе
| Ресор                                                         | Портрет         | Име и презиме      | Странка | Странка | Белешке |
| ------------------------------------------------------------- | --------------- | ------------------ | ------- | ------- | --- |
| Предсједник Владе Републике Српске                            |                 | Жељка Цвијановић   |         | СНСД    | до 15. новембра 2018. (изабрана за предсједника Републике)                                                                 |
| Потпредсједник Владе                                          |                 | Антон Касиповић    |         | СНСД    | од 3. фебруара 2015 потпредсједник Владе а министар у влади од почетка владе                                               |
| Потпредсједник Владе                                          | Сребренка Голић | Сребренка Голић    |         | СНСД    | од 3. фебруара 2015 потпредсједник Владе а министар у влади од почетка владе од 15. новембра 2018. в.д. предсједника Владе |
| Министарства                                                  |                 |                    |         |         | |
| Министарство финансија                                        | Зоран Тегелтија | Зоран Тегелтија    |         | СНСД    | |
| Министарство унутрашњих послова                               |                 | Драган Лукач       |         | СНСД    | |
| Министарство правде                                           |                 | Антон Касиповић    |         | СНСД    | |
| Министарство управе и локалне самоуправе                      |                 | Лејла Решић        |         | ДНС     | |
| Министарство за економске односе и регионалну сарадњу         |                 | Златан Клокић      |         | СНСД    | |
| Министарство рада и борачко-инвалидске заштите                |                 | Миленко Савановић  |         | СП      | |
| Министарство трговине и туризма                               |                 | Предраг Глухаковић |         | СП      | |
| Министарство саобраћаја и веза                                |                 | Неђо Трнинић       |         | ДНС     | |
| Министарство пољопривреде, шумарства и водопривреде           |                 | Стево Мирјанић     |         | СНСД    | |
| Министарство за просторно уређење, грађевинарство и екологију | Сребренка Голић | Сребренка Голић    |         | СНСД    | |
| Министарство просвјете и културе                              |                 | Дане Малешевић     |         | ДНС     | до 22. октобра 2018. |
| Министарство просвјете и културе                              |                 | Ален Шеранић       |         | СНСД    | од 22. октобра 2018. (в.д.)                                                                                                |
| Министарство за избјеглице и расељена лица                    |                 | Давор Чордаш       |         | ХДЗ БиХ | |
| Министарство здравља и социјалне заштите                      |                 | Драган Богданић    |         | СНСД    | |
| Министарство науке и технологије                              |                 | Јасмин Комић       |         | СНСД    | до 8. маја 2018. |
| Министарство науке и технологије                              |                 | Ален Шеранић       |         | СНСД    | од 8. маја 2018. |
| Министарство породице, омладине и спорта                      |                 | Јасмина Давидовић  |         | СП      | |
| Министарство индустрије, енергетике и рударства               |                 | Петар Ђокић        |         | СП      | |